# جورجیو استرشله
جورجیو استرشله (انگلیسی: Giorgio Sterchele؛ زادهٔ ۸ ژانویهٔ ۱۹۷۰) بازیکن فوتبال اهل ایتالیا است.
از باشگاه‌هایی که در آن بازی کرده‌است می‌توان به باشگاه فوتبال پروجا، باشگاه فوتبال آ.اس. رم، باشگاه فوتبال بولونیا، باشگاه فوتبال کالیاری، باشگاه فوتبال ویچنزا، و باشگاه فوتبال ترنانا اشاره کرد.